# Брыково (Лотошинский район)
Бры́ково — деревня в Лотошинском районе Московской области России.
Относится к Ошейкинскому сельскому поселению, до реформы 2006 года относилась к Ошейкинскому сельскому округу. По данным Всероссийской переписи 2010 года численность постоянного населения деревни составила 10 человек (3 мужчин, 7 женщин).

## География
Расположена на правом берегу реки Ламы, на ответвлении автодороги Р107 Клин — Лотошино, примерно в 16 км к востоку от районного центра — посёлка городского типа Лотошино. Юго-восточнее — пруды рыбкомбината «Лотошинский». В деревне одна улица — Заречье. Ближайшие населённые пункты — деревни Доры, Ошейкино и Бородино.

## Исторические сведения
Упоминается при межевание 1769 года.
До 1929 года входила в состав Ошейкинской волости 2-го стана Волоколамского уезда Московской губернии.
По сведениям 1859 года в деревне было 18 дворов и проживал 141 житель (65 мужчин и 76 женщин), по данным на 1890 год число душ мужского пола составляло 59, по материалам Всесоюзной переписи населения 1926 года проживало 168 человек (82 мужчины, 86 женщин), насчитывалось 38 крестьянских хозяйств.

## Население
| 1852 | 1859 | 1926 | 2002 | 2006 | 2010 |
| ---- | ---- | ---- | ---- | ---- | ---- |
| 156  | ↘141 | ↗168 | ↘12  | ↘9   | ↗10  |